# Contea di Xi
La contea di Xi (息县S, Xī XiànP) è una contea della Cina, situata nella provincia di Henan e amministrata dalla prefettura di Xinyang.